# Georges Darnoux
Pour les articles homonymes, voir Darnoux.
Roger Georges Daniel Pierre d'Arnoux  dit Georges Darnoux ou Georges Saint-Saëns, est un acteur et assistant réalisateur français, né le 16 mars 1907 dans le 16e arrondissement de Paris (25 rue Franklin), ville où il est mort le 24 décembre 1955 en son domicile dans le 17e arrondissement (4 square Villaret). 
Fils de Daniel Ernest Marie d' Arnoux (officier) et de Marie Jehanne Thérèse Lassalle,
Également petit-fils de l'illustrateur, caricaturiste et graveur Charles-Albert d'Arnoux de Limoges Saint-Saëns dit Bertall (1820-1882).

## Biographie
Proche de Jean Renoir, Georges Darnoux fut également pilote automobile. Il participa notamment aux 24 Heures du Mans 1935 sur une Bugatti Type 55, et à d'autres courses comme le Circuit d'Esterel-Plage à Saint-Raphaël en 1931, où il finit 3e au volant d'une Bugatti Type 35. Au début des années 1930 il a parfois été assisté du collectionneur d'art Max Fourny au volant, essentiellement en 1931.
Au cinéma, il est surtout connu pour avoir interprété, en 1936, l'un des principaux rôles masculins de Partie de campagne de Jean Renoir, Henri, le séducteur d'Henriette, Sylvia Bataille. En 1948, il a réalisé un court métrage, interprété par Christian Lude, Où mène l'autobus.
Célia Bertin, dans son livre Jean Renoir le décrit ainsi : « Authentique aristocrate, un peu dévoyé, il a pris part à des courses automobiles, il aime les chevaux et les filles... L'hiver 35-36, Renoir partit à Moscou avec Darnoux, son assistant-réalisateur. Il aimait avoir celui-ci auprès de lui, Darnoux le faisait rire. »

## Filmographie
- 1925 : La Clé de voûte de Roger Lion, produit par Gina Palerme, opérateur et directeur de la photographie
- 1929 : Das letzte Fort (en) de Curtis Bernhardt, assistant opérateur
- 1932 : Boudu sauvé des eaux de Jean Renoir, acteur et assistant réalisateur
- 1932 : Chotard et Cie de Jean Renoir, acteur
- 1935 : Toni de Jean Renoir, assistant réalisateur
- 1936 : Partie de campagne de Jean Renoir, acteur
- 1936 : Le Crime de Monsieur Lange de Jean Renoir, assistant réalisateur
- 1937 : Records 37 de Jacques Brunius et Jean Tarride, acteur
- 1948 : Où mène l’autobus, réalisateur
- 1951 : Deux sous de violettes de Jean Anouilh, assistant réalisateur

## Courses automobiles
- 1931 sur Bugatti Type 35, Bugatti Type 35 B et Bugatti Type 35 C[4].
- Grand Prix de Tunisie à Carthage : Abandon
- Circuit d'Esterel Plage à Saint-Raphaël : 3e
- Circuito di Alessandria : Abandon
- Grand Prix de Picardie à Péronne
- Grand Prix de Genève
- Grand Prix de l'ACF à Montlhéry
- Grand Prix de la Marne à Reims
- Grand Prix d'Allemagne au Nürburgring
- Circuit du Dauphiné à Grenoble
- Grand Prix du Comminges à Saint-Gaudens
- Grand Prix de Brignoles